# Grafenegg Festival

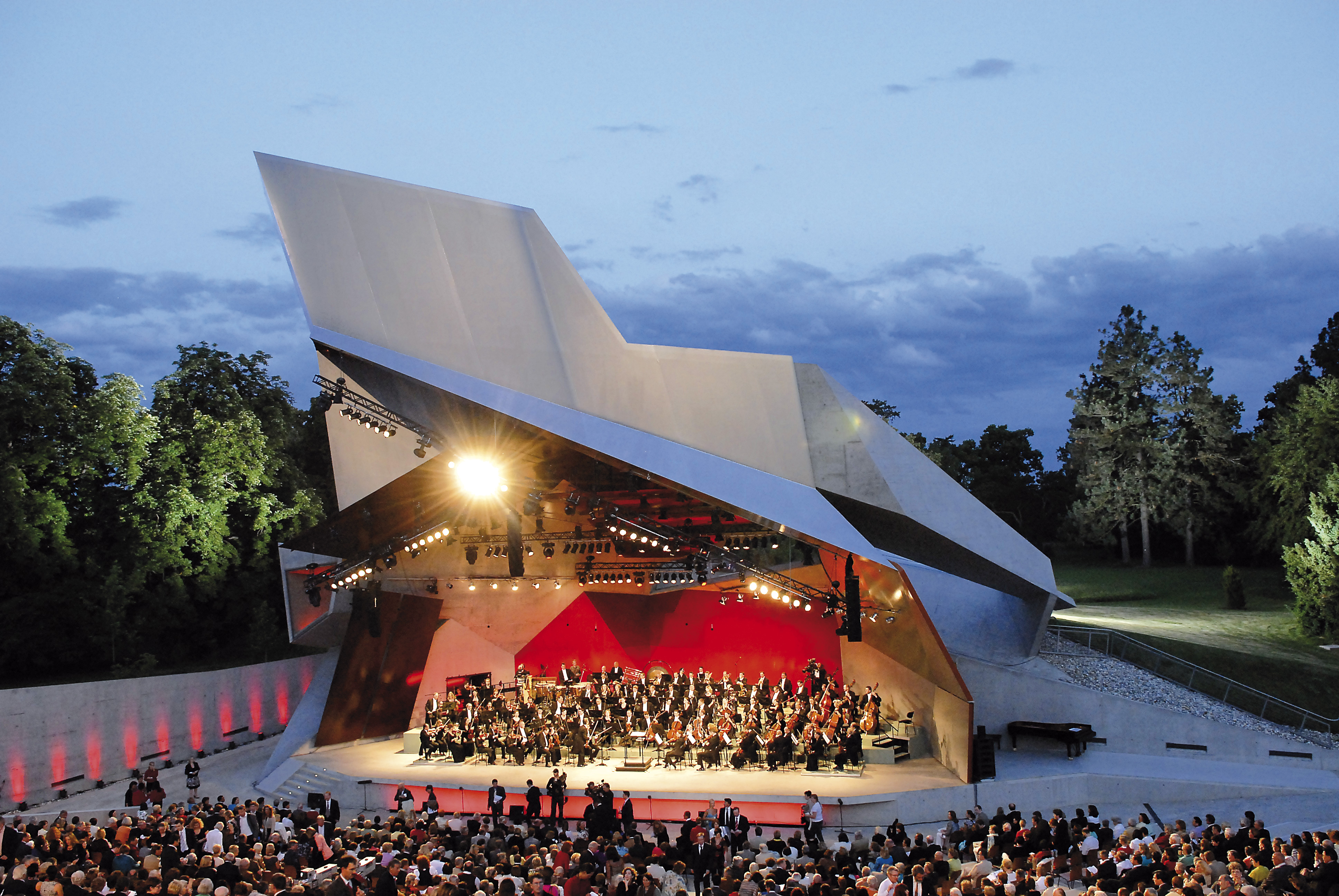
Open-Air-Bühne Wolkenturm

Das Grafenegg Festival  ist ein Konzertfestival, das jährlich Ende August bis Mitte September in Grafenegg (Niederösterreich) stattfindet.

## Geschichte
Unter der künstlerischen Leitung von Pianist Rudolf Buchbinder findet das Festival seit 2007 auf dem Schlossareal von Grafenegg statt. Als Spielstätten dienen die Open-Air-Bühne Wolkenturm, der Konzertsaal Auditorium sowie die historische Reitschule, die für Prélude-Konzerte und Einführungsgespräche genutzt wird. Die Rolle des Orchestra in Residence hat das Tonkünstler-Orchester Niederösterreich inne. Ab der Saison 13–14 heißt die Konzertreihe „Grafenegg Festival“ (anstelle von Musik-Festival Grafenegg).
Im März 2024 wurde bekanntgegeben, dass Johannes Neubert ab Oktober 2026 die künstlerische Leitung übernehmen und Rudolf Buchbinder Präsident werden soll.

## Spielstätten

### Wolkenturm

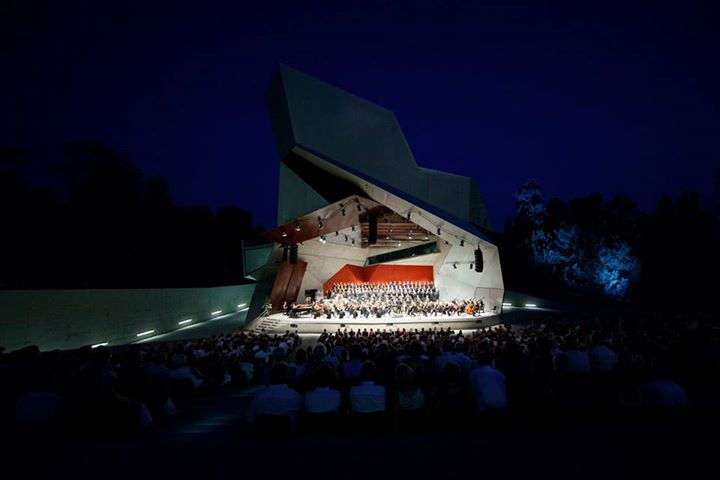
Carl Orffs Carmina Burana unter Andrés Orozco-Estrada im Wolkenturm

Als Wolkenturm wurde die 2007 errichtete Open-Air-Bühne für 1730 Konzertbesucher benannt. Sie wurde von den Architekten the nextENTERprise – architects, Marie-Therese Harnoncourt und Ernst J. Fuchs entworfen. Die Open-Air-Bühne ist in eine natürliche Senke inmitten des Schlossparks eingebettet und dient gleichermaßen als Veranstaltungsort und als Objekt im Landschaftspark. Für die akustische Gestaltung zeichnet Müller-BBM aus München verantwortlich. Der Wolkenturm wurde 2007 mit dem Österreichischen Bauherrenpreis ausgezeichnet, und 2008 mit dem Österreichischen Bau-Preis.
Eröffnet wurde der Wolkenturm am 22. Juni 2007 mit der jährlich stattfindenden Sommernachtsgala. Das Galaprogramm wurde gestaltet vom Tonkünstler-Orchester unter Alfred Eschwé und mit Genia Kühmeier, Johan Botha, Bryn Terfel und Julian Rachlin. Die Sommernachtsgala am Wolkenturm wird jährlich auch live auf ORF sowie 3sat gezeigt. Zusätzlich zu den Sitzplätzen können auch 300 Rasenplätze zu günstigen Preisen gebucht werden. Im Fall von Schlechtwetter werden die Konzerte in den Konzertsaal Auditorium verlegt.

### Auditorium
Der Konzertsaal Auditorium wurde im Mai 2008 eröffnet und bietet bis zu 1300 Besuchern Platz. Das Auditorium wurde vom Dortmunder Büro architekten schröder schulte-ladbeck geplant. Ab September 2007 wurde das Projekt von Architekt Dieter Irresberger betreut und fertiggestellt. Die akustische Gestaltung oblag der Münchner Firma Müller-BBM.

## Programm
Das Programm des Grafenegg Festival sieht Konzerte an vier Wochenenden vor und wird jeweils mit der Festivaleröffnung im Wolkenturm mit internationalen Gesangsstars eröffnet. Den Schwerpunkt der Programme bilden Orchesterkonzerte mit internationalen Gastorchestern und Recitals von Solisten. Das Orchestra in Residence ist das Tonkünstler-Orchester und gestaltet mehrere Konzerte. Teil des Konzeptes ist auch ein umfangreiches Rahmenprogramm mit einführenden Gesprächen, Prélude-Konzerten, Matineen, Late Night Sessions u. Ä.

## Composer in Residence
Eine zentrale Rolle nimmt jährlich der Composer in Residence ein, der ein Auftragswerk für das Grafenegg Festival schreibt und im Rahmen des Festivals die Uraufführung dirigiert. Seit 2011 leiten die eingeladenen Komponisten dazu den Ink Still Wet Composer-Conductor Workshop für junge Komponisten.
- 2007: Krzysztof Penderecki
- 2008: Heinz Holliger
- 2009: Tan Dun
- 2010: Cristóbal Halffter
- 2011: HK Gruber
- 2012: James MacMillan
- 2013: Brett Dean
- 2014: Jörg Widmann
- 2015: Matthias Pintscher
- 2016: Christian Jost
- 2017: Brad Lubman
- 2018: Ryan Wigglesworth
- 2019: Peter Ruzicka[4]
- 2020: Konstantina Gourzi
- 2021: Toshio Hosokawa
- 2022: Georg Friedrich Haas
- 2023: Philippe Manoury
- 2024: Enno Poppe

## Auszeichnungen
- 2022: Österreichischer Musiktheaterpreis – Sonderpreis „Festival“[5]